# Championnat de France de rugby à XV de 1re division fédérale 2016-2017
Navigation
Fédérale 1 2015-2016 Fédérale 1 2017-2018
Le championnat de France de rugby à XV de 1re division fédérale 2016-2017 voit s'affronter 41 équipes réparties dans 4 poules, dont la poule 1 (11 clubs) désignée en tant que « poule élite », parmi laquelle deux seront promues en Pro D2. Les 3 autres poules sont composées de 10 équipes chacune. 5 clubs, des poules 2, 3 et 4, seront reléguées en Fédérale 2, les autres clubs resteront en Fédérale 1 la saison prochaine.

## Saison régulière

### Règlement
Ce championnat débute par une phase préliminaire regroupant 41 équipes dans 1 poule de 11 équipes, la poule 1 dite poule élite et 3 poules de 10,  qui se rencontrent en aller-retour (20 et 18 matches). 
Cette saison, les phases préliminaires sont divisées en deux tableaux différents :

- La poule 1 dite poule d'accession, composée exclusivement des équipes prétendant à l’accession en Pro D2 pour la saison 2017-2018[1].
- Les poules 2, 3 et 4 dites poules Jean Prat, composées des équipes ne prétendant pas à l’accession ci-dessus, disputant le titre de Champion de France de 1re division fédérale

Les tours se jouent en aller-retour.
Poule d'accession
Le premier de la poule d'accession, à l'issue de la phase régulière, accède directement à la Pro D2.
 
Une phase finale entre les équipes classées de la 2e à la 5e place définit le second club qui accède à la Pro D2.
Poules Jean Prat
Les 5 premiers ainsi que le meilleur 6e des poules 2, 3 et 4 jouent les phases finales du trophée Jean-Prat. 

Les seize qualifiés pour la phase finale s'affrontent en huitièmes de finale en matchs aller-retour. Les quarts et demi-finales se jouent également sur deux matchs et la finale se dispute sur un seul match sur terrain neutre.

Relégation sportive en 2e division fédérale
Les 10e des poules 2,3 et 4 sont relégués directement en Fédérale 2.
 
Le 11e de la poule 1 et les 9e des poules 2,3 et 4 disputent des play-down, chaque équipe affrontant en confrontation aller/retour les trois autres. 
 
Les deux clubs classés en avant-dernière et dernière position de ce groupe descendent à l'échelon inférieur. 
 
Au total, cinq équipes sont reléguées en Fédérale 2.
Passerelles entre la poule d'accession et les poules Jean Prat.
2 clubs au maximum, dit postulants, issus d’une poule Jean Prat, pourront intégrer la poule d'accession. 

Les clubs postulants remplacent alors les clubs classés aux 2 dernières places de la poule d'accession, lesquels seront intégrés dans une poule poules Jean Prat pour la saison 2017-2018 (sauf relégation ou rétrogradation dans une division inférieure). Les clubs postulants devront avoir participé aux 1/2 finales du Trophée Jean Prat.
Pour départager les équipes, les règles suivantes sont utilisées :
1. Nombre de points « terrain »
2. Nombre de jours de suspension, liées aux sanctions sportives, sur l’ensemble des rencontres de la phase considérée
3. Différence de points
4. Différences des essais
5. Plus grand nombre de points marqués.
6. Plus grand nombre d'essais marqués.
7. Nombre de forfaits n'ayant pas entraîné de forfait général.
8. Classement à l'issue de la phase précédente.
9. Place obtenue la saison précédente dans la compétition nationale

### Poule 1, poule d'accession
Équipes retenues par la FFR pour l'accession à la Pro D2
Onze équipes ont été qualifiées pour participer au championnat de la poule 1 dite poule élite ou encore poule d'accession pour la saison 2016-2017.
| Club                       | Ville                                       | Saison 2015-2016                                            | Site officiel |
| -------------------------- | ------------------------------------------- | ----------------------------------------------------------- | ------------- |
| RC Aubenas                 | Aubenas                                     | Phase finale du trophée Jean Prat - Huitièmes de finale     | Site officiel |
| FC Auch                    | Auch                                        | Phases finales d'accession à la Pro D2 - Barrages           | Site officiel |
| US bressane                | Bourg-en-Bresse                             | Phases finales d'accession à la Pro D2 - Demi-finales       | Site officiel |
| SO Chambéry                | Chambéry                                    | Phase finale du trophée Jean Prat - Vainqueur du trophée    | Site officiel |
| Limoges rugby              | Limoges                                     | Phase finale du trophée Jean Prat - Huitièmes de finale     | Site officiel |
| Rugby club Massy Essonne   | Massy                                       | Phases finales d'accession à la Pro D2 - Demi-finales       | Site officiel |
| USON Nevers                | Nevers                                      | Phases finales d'accession à la Pro D2 - Barrages           | Site officiel |
| Provence rugby (R)         | Aix-en-Provence                             | Relégué - 16e Pro D2                                        | Site officiel |
| Valence Romans Drôme rugby | Bourg-de-Péage, Romans-sur-Isère et Valence | Phase finale du trophée Jean Prat - Demi-finales du trophée | Site officiel |
| Saint-Nazaire rugby        | Saint-Nazaire                               | 7e poule 2                                                  | Site officiel |
| Tarbes Pyrénées rugby (R)  | Tarbes                                      | Relégué - 13e Pro D2                                        | Site officiel |

| RC Aubenas FC Auch US bressane SO Chambéry Limoges rugby RC Massy USON Nevers Provence rugby Valence Romans DR Saint-Nazaire rugby Tarbes PR |

| Rang | Club                  | J  | V  | N | D  | Bo | Bd | Pm  | Pe  | Diff | Pts  |
| ---- | --------------------- | -- | -- | - | -- | -- | -- | --- | --- | ---- | ---- |
| 1    | RC Massy (V)          | 20 | 16 | 0 | 4  | 9  | 2  | 453 | 210 | +243 | 75   |
| 2    | US bressane (V)       | 20 | 14 | 2 | 4  | 5  | 0  | 442 | 284 | +158 | 65   |
| 3    | USON Nevers (V)       | 20 | 13 | 0 | 7  | 7  | 3  | 436 | 311 | +125 | 62   |
| 4    | Tarbes PR (R)         | 20 | 10 | 2 | 8  | 6  | 6  | 417 | 301 | +116 | 56   |
| 5    | Provence Rugby (R, V) | 20 | 11 | 0 | 9  | 5  | 5  | 421 | 336 | +85  | 54   |
| 6    | FC Auch               | 20 | 10 | 0 | 10 | 3  | 7  | 364 | 316 | +48  | 50   |
| 7    | SO Chambéry (V)       | 20 | 10 | 2 | 8  | 3  | 0  | 379 | 384 | -5   | 47   |
| 8    | USA Limoges           | 20 | 9  | 0 | 11 | 3  | 6  | 362 | 415 | -53  | 45   |
| 9    | RC Aubenas (V)        | 20 | 8  | 0 | 12 | 4  | 3  | 341 | 387 | -46  | 39   |
| 10   | Valence Romans DR (V) | 20 | 6  | 0 | 14 | 2  | 4  | 290 | 461 | -171 | 30   |
| 11   | Saint-Nazaire rugby   | 20 | 0  | 0 | 20 | 0  | 0  | 0   | 500 | -500 | -40¹ |

- Le Tarbes PR est dans un premier temps rétrogradé en Fédérale 2, pour la saison 2017-2018, pour raisons financières[3],[4].
- Le FC Auch  est rétrogradé en Fédérale 3, pour la saison 2017-2018, pour raisons financières[5]. Le club et l'association seront finalement placés en liquidation judiciaire[6].

|  | Accession directe à la Pro D2 (meilleur dont le dossier d'accession a été validé).                                  |
|  | Qualifiés pour la phase finale d'accession à la Pro D2 (2 à 5e meilleurs dont le dossier d'accession a été validé). |
|  | Club placé en liquidation judiciaire en novembre 2016.                                                              |
|  | Rétrogradation administrative.                                                                                      |
|  | Rétrogradé en Fédérale 2 puis repêché.                                                                              |
|  | R : Relégué de Pro D2 2016 V : Dossier d'accession validé                                                           |

### Poule 2
Les 5 premiers de la poule jouent les phases finales du trophée Jean-Prat. 

Les derniers disputent un play-down de relégation en Fédérale 2.
| Club                            | Ville                    | Saison 2015-2016                                        | Site officiel |
| ------------------------------- | ------------------------ | ------------------------------------------------------- | ------------- |
| Anglet olympique                | Anglet                   | 9e poule 1                                              | Site officiel |
| Stade bagnérais                 | Bagnères-de-Bigorre      | Phase finale du trophée Jean Prat - Huitièmes de finale | Site officiel |
| Stade langonnais                | Langon                   | Phase finale du trophée Jean Prat - Huitièmes de finale | Site officiel |
| FC Oloron                       | Oloron-Sainte-Marie      | Phase finale du trophée Jean Prat - Quarts de finale    | Site officiel |
| Lombez Samatan club             | Lombez et Samatan        | 9e poule 3                                              | Site officiel |
| Stade nantais (P)               | Nantes                   | Promu - Demi-finaliste Fédérale 2                       | Site officiel |
| Saint-Jean-de-Luz olympique (P) | Saint-Jean-de-Luz        | Promu - Champion de France Fédérale 2                   | Site officiel |
| Stade rouennais                 | Rouen                    | Phase finale du trophée Jean Prat - Huitièmes de finale | Site officiel |
| Saint-Médard rugby club         | Saint-Médard-en-Jalles   | Phase finale du trophée Jean Prat - Quarts de finale    | Site officiel |
| US Tyrosse                      | Saint-Vincent-de-Tyrosse | Phase finale du trophée Jean Prat - Huitièmes de finale | Site officiel |

| Anglet Stade bagnérais Stade langonnais FC Oloron Lombez Samatan Stade nantais Saint-Jean-de-Luz Stade rouennais Saint-Médard RC US Tyrosse |

| Rang | Club                            | J  | V  | N | D  | Bo | Bd | Pm  | Pe  | Diff | Pts |
| ---- | ------------------------------- | -- | -- | - | -- | -- | -- | --- | --- | ---- | --- |
| 1    | Stade rouennais                 | 18 | 13 | 0 | 5  | 9  | 5  | 637 | 326 | +311 | 66  |
| 2    | FC Oloron                       | 18 | 13 | 2 | 3  | 3  | 3  | 442 | 269 | +173 | 62  |
| 3    | US Tyrosse                      | 18 | 12 | 0 | 6  | 3  | 3  | 426 | 363 | +63  | 54  |
| 4    | Stade bagnérais                 | 18 | 10 | 1 | 7  | 1  | 4  | 437 | 408 | +29  | 47  |
| 5    | Saint-Jean-de-Luz olympique (P) | 18 | 8  | 1 | 9  | 4  | 5  | 406 | 379 | +27  | 43  |
| 6    | Lombez Samatan club             | 18 | 7  | 0 | 11 | 0  | 6  | 312 | 437 | -125 | 34  |
| 7    | Saint-Médard RC                 | 18 | 6  | 0 | 12 | 0  | 8  | 359 | 451 | -92  | 32  |
| 8    | Anglet olympique                | 18 | 7  | 1 | 10 | 0  | 1  | 324 | 451 | -127 | 31  |
| 9    | Stade nantais (P)               | 18 | 6  | 1 | 11 | 0  | 3  | 369 | 482 | -113 | 29  |
| 10   | Stade langonnais                | 18 | 4  | 2 | 12 | 0  | 4  | 314 | 460 | -146 | 24  |

|  | Qualifiés pour les phases finales du trophée Jean-Prat (no 1 à 5 et meilleur 6e). |
|  | Pas de relégation en Fédérale 2.                                                  |
|  | P : Promu de Fédérale 2 2016                                                      |

### Poule 3
Les 5 premiers de la poule jouent les phases finales du trophée Jean-Prat. 

Les derniers disputent un play-down de relégation en Fédérale 2.
| Club                 | Ville                  | Saison 2015-2016                                        | Site officiel |
| -------------------- | ---------------------- | ------------------------------------------------------- | ------------- |
| RO Agde              | Agde                   | 8e poule 3                                              | Site officiel |
| Blagnac rugby        | Blagnac                | 7e poule 3                                              | Site officiel |
| AC Bobigny           | Bobigny                | Phase finale du trophée Jean Prat - Huitièmes de finale | Site officiel |
| US Cognac            | Cognac                 | 7e poule 1                                              | Site officiel |
| Stade Rodez          | Rodez                  | Phase finale du trophée Jean Prat - Demi-finales        | Site officiel |
| RAC angérien (P)     | Saint-Jean-d'Angély    | Promu - Demi-finaliste Fédérale 2                       | Site officiel |
| US Saint-Sulpice (P) | Saint-Sulpice-sur-Lèze | Promu - Quart-de-finaliste Fédérale 2                   | Site officiel |
| SA Trélissac (P)     | Trélissac              | Promu - Quart-de-finaliste Fédérale 2                   | Site officiel |
| SC Tulle             | Tulle                  | 9e poule 2                                              | Site officiel |
| Avenir valencien     | Valence d'Agen         | Phase finale du trophée Jean Prat - Finaliste           | Site officiel |

| RO Agde Blagnac SCR AC Bobigny US Cognac Stade Rodez RAC angérien US Saint-Sulpice SA Trélissac SC Tulle Avenir valencien |

| Rang | Club                 | J  | V  | N | D  | Bo | Bd | Pm  | Pe  | Diff | Pts |
| ---- | -------------------- | -- | -- | - | -- | -- | -- | --- | --- | ---- | --- |
| 1    | AC Bobigny           | 18 | 13 | 0 | 5  | 3  | 2  | 439 | 359 | +80  | 57  |
| 2    | US Cognac            | 18 | 11 | 0 | 7  | 5  | 4  | 486 | 428 | +58  | 53  |
| 3    | RAC angérien (P)     | 18 | 11 | 0 | 7  | 3  | 5  | 429 | 332 | +97  | 52  |
| 4    | Blagnac rugby        | 18 | 10 | 0 | 8  | 5  | 5  | 497 | 383 | +114 | 50  |
| 5    | RO Agde              | 18 | 10 | 0 | 8  | 3  | 6  | 376 | 325 | +51  | 49  |
| 6    | Stade Rodez          | 18 | 10 | 0 | 8  | 5  | 5  | 442 | 334 | +108 | 42¹ |
| 7    | Avenir valencien     | 18 | 9  | 1 | 8  | 0  | 3  | 407 | 462 | -55  | 41  |
| 8    | US Saint-Sulpice (P) | 18 | 7  | 1 | 10 | 1  | 6  | 394 | 461 | -67  | 37  |
| 9    | SA Trélissac (P)     | 18 | 7  | 0 | 11 | 1  | 4  | 407 | 471 | -64  | 29¹ |
| 10   | SC Tulle             | 18 | 1  | 0 | 17 | 0  | 4  | 260 | 582 | -322 | 8   |

Le SC Tulle demande l'autorisation d'être relégué d'office en Fédérale 2 pour la saison suivante, ce qui est accepté par la FFR.
|  | Qualifiés pour les phases finales du trophée Jean-Prat (no 1 à 5 et meilleur 6e). |
|  | Pas de relégation en Fédérale 2.                                                  |
|  | P : Promu de Fédérale 2 2016                                                      |

### Poule 4
Les 5 premiers de la poule jouent les phases finales du trophée Jean-Prat. 

Les derniers disputent un play-down de relégation en Fédérale 2.
| Club                | Ville            | Saison 2015-2016                                        | Site officiel |
| ------------------- | ---------------- | ------------------------------------------------------- | ------------- |
| Avenir castanéen    | Castanet-Tolosan | Phase finale du trophée Jean Prat - Huitièmes de finale | Site officiel |
| Stade dijonnais (P) | Dijon            | Promu - Quart-de-finaliste Fédérale 2                   | Site officiel |
| RO Grasse           | Grasse           | 8e poule 4                                              | Site officiel |
| SC Graulhet         | Graulhet         | 8e poule 1                                              | Site officiel |
| AS Mâcon            | Mâcon            | 6e poule 4                                              | Site officiel |
| RC Nîmes (P)        | Nîmes            | Promu - Quart-de-finaliste Fédérale 2                   | Site officiel |
| US seynoise         | La Seyne-sur-Mer | Phase finale du trophée Jean Prat - Huitièmes de finale | Site officiel |
| RC Strasbourg       | Strasbourg       | 7e poule 4                                              | Site officiel |
| AS vauréenne        | Lavaur           | Phase finale du trophée Jean Prat - Quarts de finale    | Site officiel |
| AS Villeurbanne (P) | Villeurbanne     | Promu - Finaliste Fédérale 2                            | Site officiel |

| Avenir castanéen Stade dijonnais RO Grasse SC Graulhet AS Mâcon RC Nîmes US seynoise RC Strasbourg AS vauréenne AS Villeurbanne |

| Rang | Club                | J  | V  | N | D  | Bo | Bd | Pm  | Pe  | Diff | Pts |
| ---- | ------------------- | -- | -- | - | -- | -- | -- | --- | --- | ---- | --- |
| 1    | RC Strasbourg       | 18 | 15 | 0 | 3  | 9  | 3  | 606 | 243 | +363 | 72  |
| 2    | AS Mâcon            | 18 | 14 | 0 | 4  | 7  | 3  | 559 | 258 | +301 | 66  |
| 3    | RC Nîmes (P)        | 18 | 12 | 1 | 5  | 4  | 1  | 407 | 382 | +25  | 55  |
| 4    | Avenir castanéen    | 18 | 11 | 0 | 7  | 5  | 3  | 418 | 395 | +23  | 52  |
| 5    | AS vauréenne        | 18 | 9  | 1 | 8  | 4  | 6  | 374 | 307 | +67  | 48  |
| 6    | US seynoise         | 18 | 11 | 0 | 7  | 2  | 2  | 400 | 330 | +70  | 48  |
| 7    | AS Villeurbanne (P) | 18 | 7  | 0 | 11 | 0  | 3  | 339 | 456 | -117 | 31  |
| 8    | RO Grasse           | 18 | 4  | 1 | 13 | 1  | 4  | 312 | 467 | -155 | 23  |
| 9    | SC Graulhet         | 18 | 3  | 0 | 15 | 0  | 5  | 277 | 558 | -281 | 17  |
| 10   | Stade dijonnais (P) | 18 | 2  | 1 | 15 | 1  | 2  | 222 | 518 | -296 | 13  |

|  | Qualifiés pour les phases finales du trophée Jean-Prat (no 1 à 5 et meilleur 6e). |
|  | Pas de relégation en Fédérale 2.                                                  |
|  | P : Promu de Fédérale 2 2016                                                      |

## Phases finales

### Phases finales d'accession à la Pro D2
|  | Demi-finales                         | Demi-finales                         | Demi-finales                         | Demi-finales                         |               |               | Finale                          | Finale                          | Finale                          | Finale                          |
|  |                                      |                                      |                                      |                                      |               |               |                                 |                                 |                                 |                                 |
|  | Aller : 23 avril / Retour : 29 avril | Aller : 23 avril / Retour : 29 avril | Aller : 23 avril / Retour : 29 avril | Aller : 23 avril / Retour : 29 avril |               |               | Aller : 5 mai / Retour : 13 mai | Aller : 5 mai / Retour : 13 mai | Aller : 5 mai / Retour : 13 mai | Aller : 5 mai / Retour : 13 mai |
|  | US bressane *                        | US bressane *                        | 6                                    | 17                                   |               |               | Aller : 5 mai / Retour : 13 mai | Aller : 5 mai / Retour : 13 mai | Aller : 5 mai / Retour : 13 mai | Aller : 5 mai / Retour : 13 mai |
|  | US bressane *                        | US bressane *                        | 6                                    | 17                                   |               |               | Aller : 5 mai / Retour : 13 mai | Aller : 5 mai / Retour : 13 mai | Aller : 5 mai / Retour : 13 mai | Aller : 5 mai / Retour : 13 mai |
|  | SO Chambéry                          | SO Chambéry                          | 17                                   | 10                                   |               |               | Aller : 5 mai / Retour : 13 mai | Aller : 5 mai / Retour : 13 mai | Aller : 5 mai / Retour : 13 mai | Aller : 5 mai / Retour : 13 mai |
|  | SO Chambéry                          | SO Chambéry                          | 17                                   | 10                                   | USON Nevers * | USON Nevers * | 19                              | 35                              |                                 |                                 |
|  | Aller : 22 avril / Retour : 29 avril |                                      |                                      |                                      | USON Nevers * | USON Nevers * | 19                              | 35                              |                                 |                                 |
|  |                                      |                                      | SO Chambéry                          | SO Chambéry                          | 28            | 9             |                                 |                                 |                                 |                                 |
|  | USON Nevers *                        | USON Nevers *                        | SO Chambéry                          | SO Chambéry                          | 28            | 9             | 18                              | 22                              |                                 |                                 |
|  | USON Nevers *                        | USON Nevers *                        |                                      |                                      |               |               |                                 | 22                              |                                 |                                 |
|  | Provence rugby                       | Provence rugby                       | 12                                   | 23                                   |               |               |                                 |                                 |                                 |                                 |
|  | Provence rugby                       | Provence rugby                       | 12                                   | 23                                   |               |               |                                 |                                 |                                 |                                 |

* Équipe recevant au match retour

### Phases finales du trophée Jean Prat
|  | Huitièmes de finale                  | Huitièmes de finale                  | Huitièmes de finale                  |                  |    | Quarts de finale                | Quarts de finale                | Quarts de finale                |  |  | Demi-finales                     | Demi-finales                     | Demi-finales                     |  |  | Finale                                         | Finale                                         |
|  |                                      |                                      |                                      |                  |    |                                 |                                 |                                 |  |  |                                  |                                  |                                  |  |  |                                                |                                                |
|  | Aller : 23 avril / Retour : 30 avril | Aller : 23 avril / Retour : 30 avril | Aller : 23 avril / Retour : 30 avril |                  |    | Aller : 7 mai / Retour : 14 mai | Aller : 7 mai / Retour : 14 mai | Aller : 7 mai / Retour : 14 mai |  |  | Aller : 21 mai / Retour : 28 mai | Aller : 21 mai / Retour : 28 mai | Aller : 21 mai / Retour : 28 mai |  |  | 10 juin à 18h, à Oyonnax, stade Charles-Mathon | 10 juin à 18h, à Oyonnax, stade Charles-Mathon |
|  | Aller : 23 avril / Retour : 30 avril | Aller : 23 avril / Retour : 30 avril | Aller : 23 avril / Retour : 30 avril |                  |    | Aller : 7 mai / Retour : 14 mai | Aller : 7 mai / Retour : 14 mai | Aller : 7 mai / Retour : 14 mai |  |  | Aller : 21 mai / Retour : 28 mai | Aller : 21 mai / Retour : 28 mai | Aller : 21 mai / Retour : 28 mai |  |  | 10 juin à 18h, à Oyonnax, stade Charles-Mathon | 10 juin à 18h, à Oyonnax, stade Charles-Mathon |
|  | RC Strasbourg*                       | 19                                   | 11                                   |                  |    | Aller : 7 mai / Retour : 14 mai | Aller : 7 mai / Retour : 14 mai | Aller : 7 mai / Retour : 14 mai |  |  | Aller : 21 mai / Retour : 28 mai | Aller : 21 mai / Retour : 28 mai | Aller : 21 mai / Retour : 28 mai |  |  | 10 juin à 18h, à Oyonnax, stade Charles-Mathon | 10 juin à 18h, à Oyonnax, stade Charles-Mathon |
|  | RC Strasbourg*                       | 19                                   | 11                                   |                  |    | Aller : 7 mai / Retour : 14 mai | Aller : 7 mai / Retour : 14 mai | Aller : 7 mai / Retour : 14 mai |  |  | Aller : 21 mai / Retour : 28 mai | Aller : 21 mai / Retour : 28 mai | Aller : 21 mai / Retour : 28 mai |  |  | 10 juin à 18h, à Oyonnax, stade Charles-Mathon | 10 juin à 18h, à Oyonnax, stade Charles-Mathon |
|  | US seynoise                          | 16                                   | 41                                   |                  |    | Aller : 7 mai / Retour : 14 mai | Aller : 7 mai / Retour : 14 mai | Aller : 7 mai / Retour : 14 mai |  |  | Aller : 21 mai / Retour : 28 mai | Aller : 21 mai / Retour : 28 mai | Aller : 21 mai / Retour : 28 mai |  |  | 10 juin à 18h, à Oyonnax, stade Charles-Mathon | 10 juin à 18h, à Oyonnax, stade Charles-Mathon |
|  | US seynoise                          | 16                                   | 41                                   | US seynoise      | 23 | 45                              |                                 |                                 |  |  | Aller : 21 mai / Retour : 28 mai | Aller : 21 mai / Retour : 28 mai | Aller : 21 mai / Retour : 28 mai |  |  | 10 juin à 18h, à Oyonnax, stade Charles-Mathon | 10 juin à 18h, à Oyonnax, stade Charles-Mathon |
|  | Aller : 23 avril / Retour : 30 avril |                                      |                                      | US seynoise      | 23 | 45                              |                                 |                                 |  |  | Aller : 21 mai / Retour : 28 mai | Aller : 21 mai / Retour : 28 mai | Aller : 21 mai / Retour : 28 mai |  |  | 10 juin à 18h, à Oyonnax, stade Charles-Mathon | 10 juin à 18h, à Oyonnax, stade Charles-Mathon |
|  |                                      | US Tyrosse*                          | 26                                   | 12               |    |                                 |                                 |                                 |  |  | Aller : 21 mai / Retour : 28 mai | Aller : 21 mai / Retour : 28 mai | Aller : 21 mai / Retour : 28 mai |  |  | 10 juin à 18h, à Oyonnax, stade Charles-Mathon | 10 juin à 18h, à Oyonnax, stade Charles-Mathon |
|  | US Tyrosse*                          | US Tyrosse*                          | 26                                   | 12               | 26 | 10                              |                                 |                                 |  |  | Aller : 21 mai / Retour : 28 mai | Aller : 21 mai / Retour : 28 mai | Aller : 21 mai / Retour : 28 mai |  |  | 10 juin à 18h, à Oyonnax, stade Charles-Mathon | 10 juin à 18h, à Oyonnax, stade Charles-Mathon |
|  | US Tyrosse*                          | Aller : 7 mai / Retour : 14 mai      |                                      |                  | 26 | 10                              |                                 |                                 |  |  | Aller : 21 mai / Retour : 28 mai | Aller : 21 mai / Retour : 28 mai | Aller : 21 mai / Retour : 28 mai |  |  | 10 juin à 18h, à Oyonnax, stade Charles-Mathon | 10 juin à 18h, à Oyonnax, stade Charles-Mathon |
|  | RAC angérien                         | 5                                    | 27                                   |                  |    |                                 |                                 |                                 |  |  | Aller : 21 mai / Retour : 28 mai | Aller : 21 mai / Retour : 28 mai | Aller : 21 mai / Retour : 28 mai |  |  | 10 juin à 18h, à Oyonnax, stade Charles-Mathon | 10 juin à 18h, à Oyonnax, stade Charles-Mathon |
|  | RAC angérien                         | 5                                    | 27                                   | US seynoise      | 16 | 34                              |                                 |                                 |  |  |                                  |                                  |                                  |  |  | 10 juin à 18h, à Oyonnax, stade Charles-Mathon | 10 juin à 18h, à Oyonnax, stade Charles-Mathon |
|  | Aller : 23 avril / Retour : 30 avril |                                      |                                      | US seynoise      | 16 | 34                              |                                 |                                 |  |  |                                  |                                  |                                  |  |  | 10 juin à 18h, à Oyonnax, stade Charles-Mathon | 10 juin à 18h, à Oyonnax, stade Charles-Mathon |
|  |                                      | AS Mâcon*                            | 30                                   | 26               |    |                                 |                                 |                                 |  |  |                                  |                                  |                                  |  |  | 10 juin à 18h, à Oyonnax, stade Charles-Mathon | 10 juin à 18h, à Oyonnax, stade Charles-Mathon |
|  | AS Mâcon*                            | AS Mâcon*                            | 30                                   | 26               | 23 | 19                              |                                 |                                 |  |  |                                  |                                  |                                  |  |  | 10 juin à 18h, à Oyonnax, stade Charles-Mathon | 10 juin à 18h, à Oyonnax, stade Charles-Mathon |
|  | AS Mâcon*                            | Aller : 21 mai / Retour : 28 mai     |                                      |                  | 23 | 19                              |                                 |                                 |  |  |                                  |                                  |                                  |  |  | 10 juin à 18h, à Oyonnax, stade Charles-Mathon | 10 juin à 18h, à Oyonnax, stade Charles-Mathon |
|  | RO Agde                              | 9                                    | 21                                   |                  |    |                                 |                                 |                                 |  |  |                                  |                                  |                                  |  |  | 10 juin à 18h, à Oyonnax, stade Charles-Mathon | 10 juin à 18h, à Oyonnax, stade Charles-Mathon |
|  | RO Agde                              | 9                                    | 21                                   | AS Mâcon*        | 30 | 19                              |                                 |                                 |  |  |                                  |                                  |                                  |  |  | 10 juin à 18h, à Oyonnax, stade Charles-Mathon | 10 juin à 18h, à Oyonnax, stade Charles-Mathon |
|  | Aller : 23 avril / Retour : 30 avril |                                      |                                      | AS Mâcon*        | 30 | 19                              |                                 |                                 |  |  |                                  |                                  |                                  |  |  | 10 juin à 18h, à Oyonnax, stade Charles-Mathon | 10 juin à 18h, à Oyonnax, stade Charles-Mathon |
|  |                                      | Stade bagnérais                      | 17                                   | 10               |    |                                 |                                 |                                 |  |  |                                  |                                  |                                  |  |  | 10 juin à 18h, à Oyonnax, stade Charles-Mathon | 10 juin à 18h, à Oyonnax, stade Charles-Mathon |
|  | FC Oloron*                           | Stade bagnérais                      | 17                                   | 10               | 13 | 11                              |                                 |                                 |  |  |                                  |                                  |                                  |  |  | 10 juin à 18h, à Oyonnax, stade Charles-Mathon | 10 juin à 18h, à Oyonnax, stade Charles-Mathon |
|  | FC Oloron*                           | Aller : 7 mai / Retour : 14 mai      |                                      |                  | 13 | 11                              |                                 |                                 |  |  |                                  |                                  |                                  |  |  | 10 juin à 18h, à Oyonnax, stade Charles-Mathon | 10 juin à 18h, à Oyonnax, stade Charles-Mathon |
|  | Stade bagnérais                      | 12                                   | 26                                   |                  |    |                                 |                                 |                                 |  |  |                                  |                                  |                                  |  |  | 10 juin à 18h, à Oyonnax, stade Charles-Mathon | 10 juin à 18h, à Oyonnax, stade Charles-Mathon |
|  | Stade bagnérais                      | 12                                   | 26                                   | AS Mâcon         | 15 |                                 |                                 |                                 |  |  |                                  |                                  |                                  |  |  |                                                |                                                |
|  | Aller : 23 avril / Retour : 30 avril |                                      |                                      | AS Mâcon         | 15 |                                 |                                 |                                 |  |  |                                  |                                  |                                  |  |  |                                                |                                                |
|  |                                      | Stade rouennais                      | 29                                   |                  |    |                                 |                                 |                                 |  |  |                                  |                                  |                                  |  |  |                                                |                                                |
|  | Stade rouennais*                     | Stade rouennais                      | 29                                   | 46               | 52 |                                 |                                 |                                 |  |  |                                  |                                  |                                  |  |  |                                                |                                                |
|  | Stade rouennais*                     |                                      |                                      | 46               | 52 |                                 |                                 |                                 |  |  |                                  |                                  |                                  |  |  |                                                |                                                |
|  | Saint-Jean-de-Luz olympique          | 35                                   | 20                                   |                  |    |                                 |                                 |                                 |  |  |                                  |                                  |                                  |  |  |                                                |                                                |
|  | Saint-Jean-de-Luz olympique          | 35                                   | 20                                   | Stade rouennais* | 11 | 53                              |                                 |                                 |  |  |                                  |                                  |                                  |  |  |                                                |                                                |
|  | Aller : 23 avril / Retour : 30 avril |                                      |                                      | Stade rouennais* | 11 | 53                              |                                 |                                 |  |  |                                  |                                  |                                  |  |  |                                                |                                                |
|  |                                      | RC Nîmes                             | 31                                   | 23               |    |                                 |                                 |                                 |  |  |                                  |                                  |                                  |  |  |                                                |                                                |
|  | RC Nîmes*                            | RC Nîmes                             | 31                                   | 23               | 16 | 26                              |                                 |                                 |  |  |                                  |                                  |                                  |  |  |                                                |                                                |
|  | RC Nîmes*                            | Aller : 7 mai / Retour : 14 mai      |                                      |                  | 16 | 26                              |                                 |                                 |  |  |                                  |                                  |                                  |  |  |                                                |                                                |
|  | Avenir castanéen                     | 0                                    | 13                                   |                  |    |                                 |                                 |                                 |  |  |                                  |                                  |                                  |  |  |                                                |                                                |
|  | Avenir castanéen                     | 0                                    | 13                                   | Stade rouennais* | 27 | 34                              |                                 |                                 |  |  |                                  |                                  |                                  |  |  |                                                |                                                |
|  | Aller : 23 avril / Retour : 30 avril |                                      |                                      | Stade rouennais* | 27 | 34                              |                                 |                                 |  |  |                                  |                                  |                                  |  |  |                                                |                                                |
|  |                                      | AS vauréenne                         | 22                                   | 24               |    |                                 |                                 |                                 |  |  |                                  |                                  |                                  |  |  |                                                |                                                |
|  | AC Bobigny 93*                       | AS vauréenne                         | 22                                   | 24               | 17 | 16                              |                                 |                                 |  |  |                                  |                                  |                                  |  |  |                                                |                                                |
|  | AC Bobigny 93*                       |                                      |                                      |                  | 17 | 16                              |                                 |                                 |  |  |                                  |                                  |                                  |  |  |                                                |                                                |
|  | AS vauréenne                         | 13                                   | 36                                   |                  |    |                                 |                                 |                                 |  |  |                                  |                                  |                                  |  |  |                                                |                                                |
|  | AS vauréenne                         | 13                                   | 36                                   | AS vauréenne     | 28 | 24                              |                                 |                                 |  |  |                                  |                                  |                                  |  |  |                                                |                                                |
|  | Aller : 23 avril / Retour : 30 avril |                                      |                                      | AS vauréenne     | 28 | 24                              |                                 |                                 |  |  |                                  |                                  |                                  |  |  |                                                |                                                |
|  |                                      | Blagnac rugby*                       | 24                                   | 25               |    |                                 |                                 |                                 |  |  |                                  |                                  |                                  |  |  |                                                |                                                |
|  | US Cognac*                           | Blagnac rugby*                       | 24                                   | 25               | 21 | 11                              |                                 |                                 |  |  |                                  |                                  |                                  |  |  |                                                |                                                |
|  | US Cognac*                           |                                      |                                      |                  | 21 | 11                              |                                 |                                 |  |  |                                  |                                  |                                  |  |  |                                                |                                                |
|  | Blagnac rugby                        | 18                                   | 27                                   |                  |    |                                 |                                 |                                 |  |  |                                  |                                  |                                  |  |  |                                                |                                                |
|  | Blagnac rugby                        | 18                                   | 27                                   |                  |    |                                 |                                 |                                 |  |  |                                  |                                  |                                  |  |  |                                                |                                                |

* Équipe recevant au match retour

## Promotions et relégations

### Clubs promus en Pro D2
- RC Massy Essonne
- USON Nevers

### Clubs relégués de Pro D2 en Fédérale 1
- CS Bourgoin-Jallieu
- SC Albi

### Clubs relégués en Fédérale 2
Pas de relégation sportive cette saison
- Tarbes PR[3],[4]

### Clubs relégués en Fédérale 3
- FC Auch[5]